# پروژه ۱۰۰۰ ژنوم

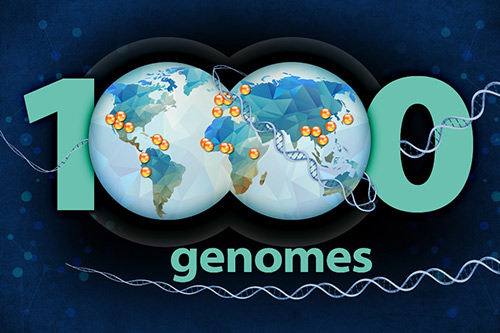
پروژه ۱۰۰۰ ژنوم، مطالعه ۵ جامعه ژنتیکی

پروژه ۱۰۰۰ ژنوم (به انگلیسی: 1000 genomes project) یک پروژه تحقیقاتی بین‌المللی برای فراهم کردن یک فهرست جامع و بسیار دقیق از تنوّع ژنتیکی انسان است. یکی از اهداف مهم این بررسی کشف روابط بین فنوتیپ (رُخ‌نمود) و ژنوتیپ (اطلاعات ژنتیکی)، بررسی تکامل و عوامل تأثیرگذار در بیماری‌های با عامل ژنتیکی در انسان است. این پروژه در سال ۲۰۰۸ با همکاری مؤسسه ملی تحقیقات ژنوم انسان (آمریکا)، مؤسسه سَنگِر (انگلستان) و مؤسسه ژنومیک بجینگ (چین) آغاز شد. در این پروژه محققان قصد داشتند ژنوم حداقل ۱۰۰۰ فرد ناشناس از اقوام مختلف را با استفاده از روش‌های جدید که نسبت به روش‌های قدیمی، سریع‌تر و ارزان‌تر بودند توالی‌یابی کنند.
این پروژه در چند بخش و روی ۲۶ زیرجامعه ژنتیکی (۵ جامعه بزرگ از شرق آسیا، اروپا، آفریقا، آمریکا و آمریکای جنوبی) مختلف انجام شد. پروژه شامل سه پروژه آزمایشی ابتدایی و یک پروژه اصلی بود که به سه فاز تقسیم می‌شد. پروژه‌های آزمایشی تا ژوئن سال ۲۰۰۹ به پایان رسیدند و فاز نهایی پروژه تا سال ۲۰۱۵ کامل شد. محصول فاز نهایی یک مجموعه دادهٔ تحلیل‌شده شامل ژنوم ۲۵۰۴ نفر است.
در حین پیشرفت پروژه و با پایان‌یافتن هر فاز، داده‌ها برای عموم منتشر و نتایج تحقیقات در مجله نیچر چاپ می‌شد. علاوه بر این، بسیاری از مقالات در مجله نیچر به کاربردهای پروژه ۱۰۰۰ ژنوم در ژنتیک، پزشکی و داروسازی اختصاص یافت.
این پروژه با فراهم‌کردن یک نمای کلّی از تنوّع ژنتیکی انسان که در آزمایش‌ها پیشین قابل دست‌یابی نبودند، توانست به یک ابزار بسیار ارزشمند و کارا برای بسیاری از زمینه‌های علوم زیستی از جمله ژنتیک، پزشکی، داروسازی و بیوانفورماتیک تبدیل شود.

## پیشینه

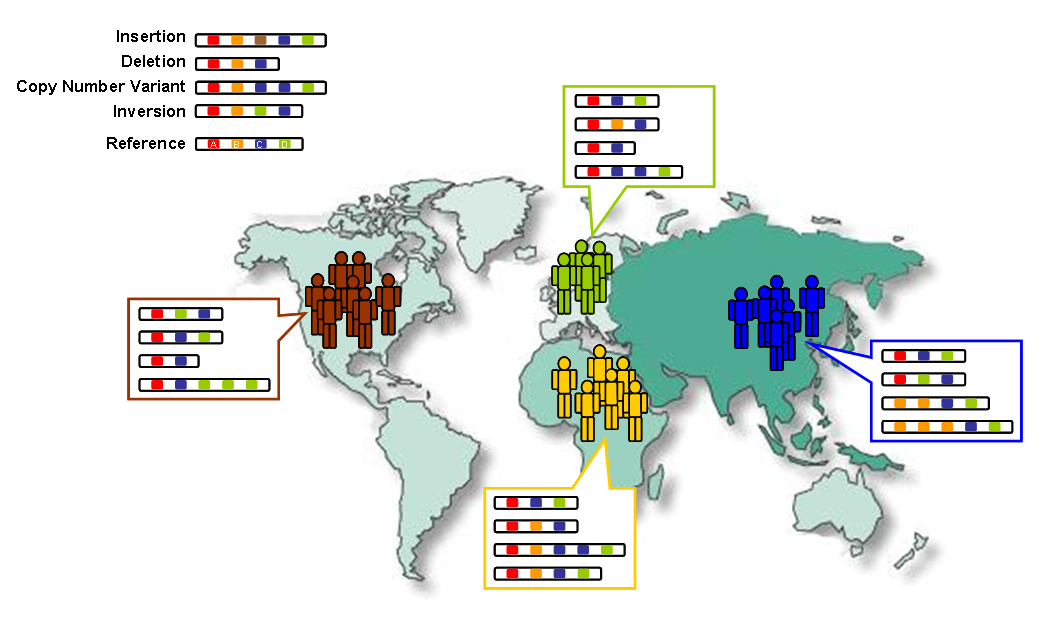
تغییر در تعداد و ترتیب ژن‌ها باعث تفاوت‌های ژنتیکی بین جوامع می‌شود.

### مطالعه روی ژنوم انسان
کشف روابط بین ژنوتیپ و فنوتیپ یکی از مهم‌ترین اهداف در زیست‌شناسی و پزشکی است. ژنوم مرجع انسان، توانست مطالعه ژنتیک انسانی را فراهم کند.
تا کنون پروژه‌های مختلفی روی ژنوم انسان برای کشف ساختار و تنوع صورت گرفته‌است که دو تا از مهمترین پروژه‌ها در این زمینه، پروژه ژنوم انسان (۱۹۹۱ تا ۲۰۰۱) و پروژه هپ‌مپ (۲۰۰۲ تا ۲۰۰۹) هستند.

#### پروژه ژنوم انسان
بعد از تکمیل پروژه ژنوم انسان و پیشرفت‌ها در ژنتیک جمعیت و ژنومیک مقایسه‌ای، ابزارها در بررسی تنوّع ژنتیکی گسترش یافتند. اما مسائلی مثل تفاوت‌های ساختاری دی ان ای، جهش‌های نقطه‌ای و مباحث جدّی در انتخاب طبیعی، همچنان باز هستند؛ لذا نیاز است تا تحقیقات روی داده‌های بزرگ‌تر، جوامع متنوّع‌تر و با دقت بالاتر انجام شوند.

#### پروژه هپ‌مپ

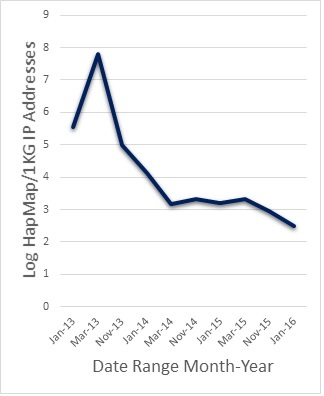
این نمودار میزان رجوع به منابع پروژه هپ‌مپ در سایت NCBI را بین سال‌های ۲۰۱۳ تا ۲۰۱۵ را نشان می‌دهد.

پروژه هپ‌مپ (HapMap) یک پروژه تحقیقاتی بود که در آن تلاش می‌شد، نواحی‌ای در ژنوم را بیابیم که با روی دادن یک فنوتیپ خاص مرتبط هستند. با استفاده از نتایج حاصل از این پروژه محققان بیش از ۱۰۰ ناحیه مختلف را از ژنوم کشف کردند که شامل تنوّع‌هایی بودند که به نظر می‌رسید در روی دادن بیماری‌های شایع انسانی مثل دیابت، بیماری عروق کرونر، سرطان سینه و … دخیل هستند. این پروژه تنها به تفاوت‌های بین ژنوم‌ها نگاه می‌کرد زیرا در آن زمان بررسی تمام ژنوم بسیار پرهزینه‌تر بود. با معرفی پروژه ۱۰۰۰ ژنوم، میزان رجوع به منابع پروژه هپ‌مپ کاهش یافت. در پروژه ۱۰۰۰ ژنوم با روش‌های جدیدتر و با کار روی داده‌های بزرگ‌تر و متنوع‌تر توانستیم تا میزان خوبی این روابط را نیز کشف کنیم.

#### مطالعه همخوانی سراسر ژنوم
یکی از کاربردهای کاتالوگ ژنتیکی جدیدی که در پروژه ۱۰۰۰ ژنوم به آن می‌رسیم، مطالعه همخوانی سراسر ژنوم است. در این مطالعه محققانی که به دنبال ناحیه‌هایی از ژنوم هستند که با بیماری یا فنوتیپ خاصی همبستگی داشته باشد، می‌توانند با نگاه‌کردن به این کاتالوگ، تمام تنوّع‌های ناحیهٔ مذکور را بیابند و سپس با طراحی آزمایش‌ها مناسب این همبستگی را بررسی کنند.

### تنوع ژنتیکی در انسان
از آنجا که پروژه ۱۰۰۰ ژنوم به بررسی تنوّع ژنتیکی انسانی می‌پردازد، شناخت عوامل ایجاد این تنوّع اهمیت زیادی دارد.

#### چندریختی تک-نوکلئوتیدی
یک چندریختی تک-نوکلئوتیدی (SNP) تفاوت در یک تک نوکلئوتید در بین اعضا یک جامعه (تک گونه‌ای) است که حداقل در ۱٪ جامعه رخ داده‌است. تخمین زده‌می‌شود که بین ۱۰ تا ۳۰ میلیون چندریختی در انسان موجود باشد.
چندریختی‌ها شایع‌ترین نوع تنوّع رشته‌ای هستند که ۹۰٪ این تنوع را شامل می‌شوند. باقی تنوّع به فرایندهای درج و حذف و جابه‌جایی تک-باز مربوط است.

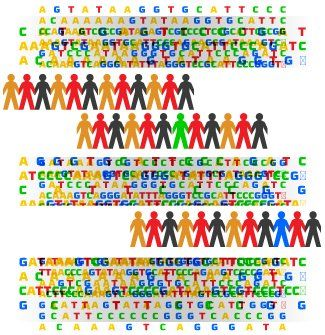
یک تصویر نمادین از تنوع ژنتیکی انسان

#### تنوّع ساختاری
تنوّع ساختاری (Structural Variation) تنوّع در ساختار کروموزوم است. تنوّع‌های ساختاری مانند تنوّع‌های کپی-تعداد، درج‌ها، حذف‌ها و تکرارها عامل بسیار مهمتری نسبت به چندریختی‌ها برای شرح تنوّع ژنتیکی انسان به حساب می‌آیند.

##### تنوّع کپی-تعداد
یک تنوّع کپی-تعداد (CNV)، یک تفاوت در ژنوم به دلیل حذف یا تکرار نواحی بزرگی از دی‌اِن‌اِی (DNA) است. تخمین زده می‌شود که ۰٫۴٪ ژنوم افراد غیرخویشاوند به دلیل تنوع کپی-تعداد متمایز است. این تنوع به ارث می‌رسد؛ اما ممکن است در طول زمان نیز به وجود بیاید.

##### درج و حذف از ژنوم
عامل دیگری که می‌تواند باعث تنوع ژنتیکی جامعه شود، جهش‌های حذف و درج (indels) از ژنوم‌اند. حذف‌ها جهش‌هایی هستند که یک زیر رشته (خیلی کوچک) از دی ان ای طی فرایند به ارث رسیدن از دست می‌روند. در حالت دیگر ممکن است یک زیررشته به قسمتی دی ان ای اضافه شود و فرایند درج رخ دهد. این دو با ایجاد تغییر در دی ان ای می‌توانند در فرایندهای سلولی تغییر ایجاد کنند. طی تحقیقاتی که انجام شده این نوع جهش‌ها مهم‍ترین عامل تنوع ژنتیکی‌اند.

#### رانش ژن
نمونه‌گیری تصادفی از گامت‌ها در زمان تولید مثل جنسی ممکن است باعث رانش ژن (genetic drift) شود و این اتفاق می‌تواند به حذف یک قسمت از تنوع از جامعه گردد. عواملی بیرونی می‌توانند این میزان را کنترل کنند و بعد از مدتی ممکن است جامعه به سمت اجداد خود بازگردد که به این پدیده اثر بانی (founder effect) می‌گویند.
هدف پروژه ۱۰۰۰ ژنوم کشف انواع تنوّع ژنتیکی در یک طیف جامعه‌ای-جغرافیایی است.

## شرح پروژه

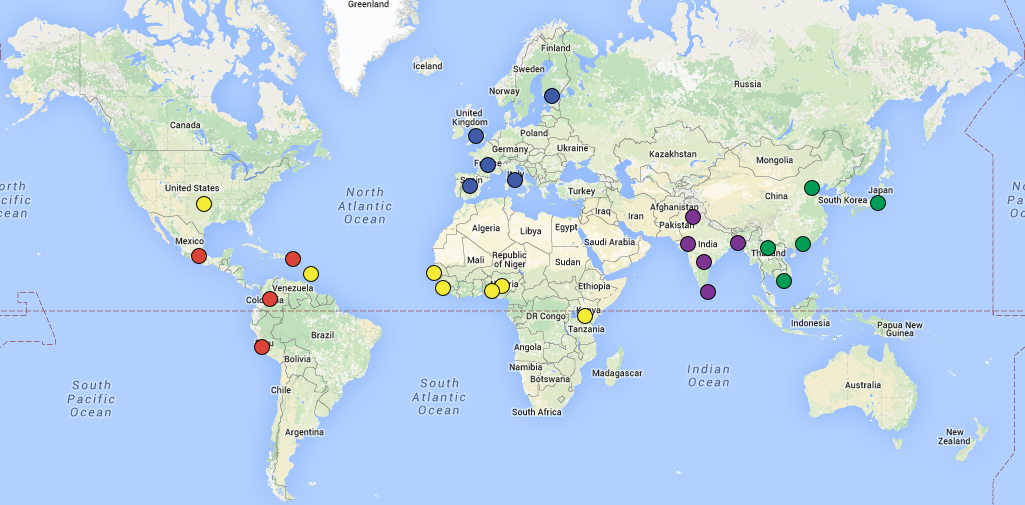
یک نقشه جغرافیایی از جوامعی که در نمونه‌گیری‌های ۱۰۰۰ ژنوم حضور دارند.

پروژه ۱۰۰۰ ژنوم قصد داشت، با شناخت طیف جغرافیایی تنوع ژنتیکی انسان، یک مرجع برای تأثیر عوامل ژنتیکی در فنوتیپ و به خصوص بیماری‌ها ارائه کند.
به‌طور دقیق‌تر هدف پروژه ژنوم انسان این بود که بیش‌ترین تفاوت‌های ژنتیکی را که حداقل در ۱ درصد از جوامع حضور داشتند، مطالعه کند. این امر برای این بود تا اطلاعاتی دقیق از چندریختی‌های دی اِن اِی را در جوامع مختلف فراهم شود. نتایج حاصل از این تحقیقات می‌تواند در مطالعه همخوانی سراسر ژنوم مورد استفاده قرار گیرد.

### بخش‌های مختلف پروژه
تحقیق روی ۵ جامعه بزرگ با اجدادی از اروپا، شرق آسیا، جنوب آسیا، غرب آفریقا و آمریکا صورت گرفت. با این کار بیشتر از ۹۵٪ جهش‌های مختلف (مثل کپی‌ها، حذف و درج‌ها و …) کشف شد و همبستگی‌های قسمت‌های مختلف ژنوم مورد بررسی قرار گرفت.

#### پروژه آزمایشی
اولین بخش پروژه، مطالعه آزمایشی شامل سه آزمایش بود: آزمایش با پوشش کم (پایلوت ۱) روی ۱۷۹ نفر از چهار جامعه، آزمایش با پوشش بالا (پایلوت۲) روی دو خانواده سه نفره پدر-مادر-فرزندی و پروژه با هدف اگزون (پایلوت۳) که روی ۶۹۷ نفر از ۷ جامعه کوچک انجام شد. این مرحله توانست مکان، فرکانس آلل و ساختار هپلوتایپ برای تقریباً ۱۵ میلیون چندریختی تک-نوکلئوتیدی، یک میلیون درج و حذف و ۲۰۰۰۰ تفاوت ساختاری را که بیشترشان قبلاً ناشناخته بودند، کشف کند. داده‌های حاصل از این مرحله در سال ۲۰۱۰ در مجله نیچر منتشر شد و در حال حاضر روی وبگاه پروژه قابل استفاده عموم است. داده‌های حاصل از این مطالعه آزمایشی و روش‌های استفاده شده در آن به‌طور شایانی به انجام فازهای بعدی کمک کردند.

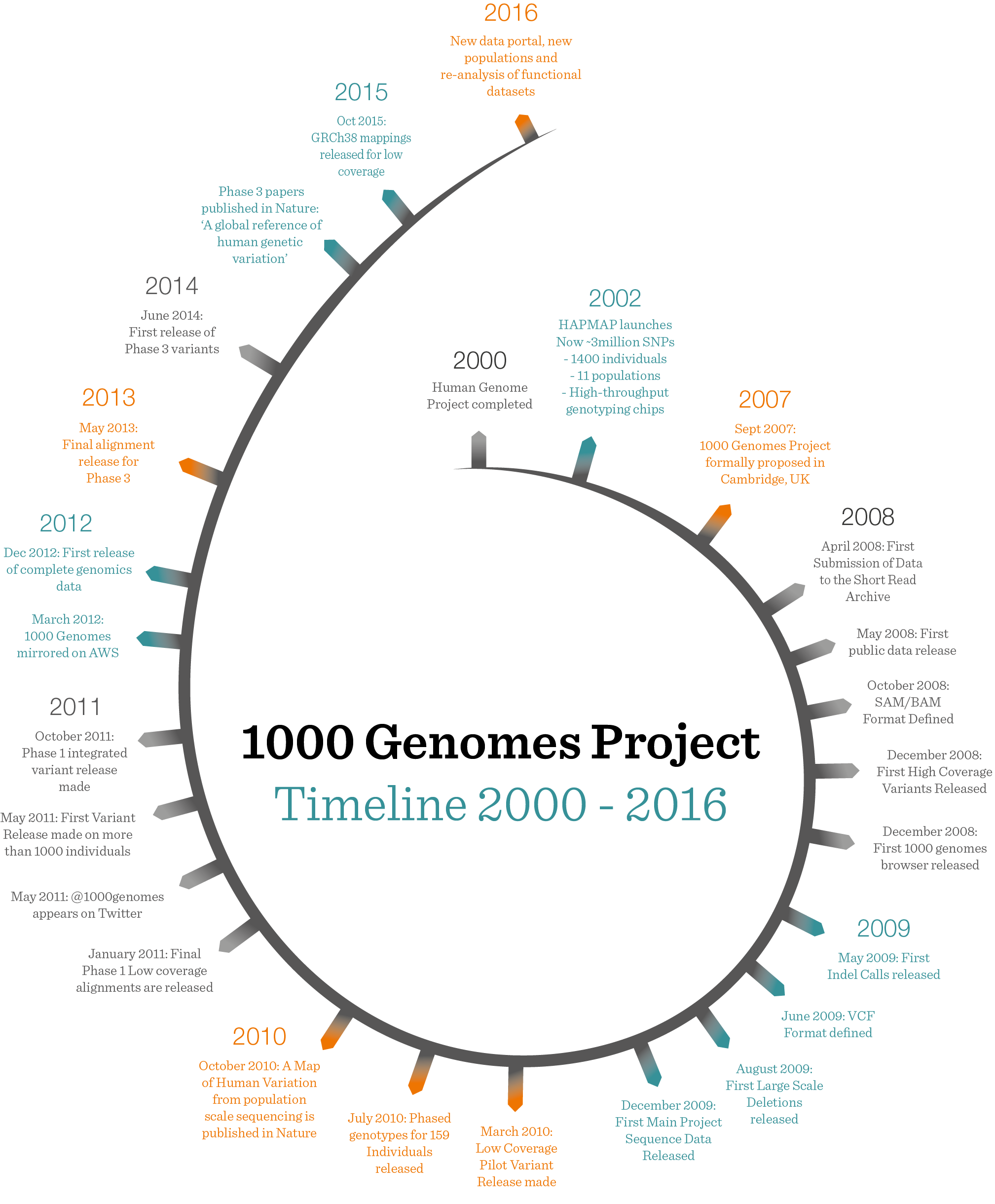
یک تایم‌لاین از مراحل مختلف پروژه ۱۰۰۰ ژنوم

#### فاز اول
این فاز از پروژه روی ۱۰۹۲ نفر از ۱۴ زیرجامعه اروپایی، شرق آسیایی، آفریقایی و آمریکایی انجام گرفت و حاصل آن، داده‌های کل ژنوم این افراد بود. تحلیل داده‌ها با روش‌هایی قدرتمند و البته با صرفه اقتصادی انجام شد و توانست تقریباً همه اطلاعات ژنتیکی را به جز چندریختی‌های تک-نوکلئوتیدی نادر و درج و حذف‌های کوچک پیدا کند.

#### فاز دوم
در طول فاز دوم مجموعه داده‌ها به حدود ۱۷۰۰ نمونه گسترش یافت. این داده‌های جدید برای گسترش روش‌ها استفاده شد، هم برای تقویت روش‌های پیشین و هم برای خلق روش‌های جدیدتر تا بتوان ویژگی‌های خاص‌تری مانند چند آللی بودن و تمایزهای ساختاری پیچیده را بررسی کرد.

#### فاز نهایی
فاز نهایی که ادامه فازهای قبلی است، شامل بررسی ژنوم ۲۵۰۴ نفر از ۲۶ زیرجامعه مختلف است که در آن تعدادی نمونه آفریقایی اضافه شده‌است. تحلیل داده‌ها با ترکیبی از روش‌های با دقت‌های زیاد و کم که در فاز دوم گسترش یافته‌بودند، انجام شد و در نهایت ۸۸ میلیون تمایز روی ژنوم جوامع یافت شد که شامل ۸۴٫۷ میلیون چندریختی تک-نوکلئوتیدی، ۳٫۶ میلیون حذف و اضافه و ۶۰۰۰۰ تمایز ساختاری است. نتایج این فاز در دو مقاله در سال ۲۰۱۵ چاپ شد یکی در مورد خود پروژه و یکی در مورد تنوع ساختاری ژنوم.

## دسترسی
پروژه ۱۰۰۰ ژنوم یکی از بزرگترین پروژه‌های جمع‌آوری و تحلیل داده‌است که تا به حال در حوزه زیست‌شناسی انجام شده‌است. علاوه بر اهداف علمی اولیه برای ایجاد یک کاتالوگ جامع از تنوّع ژنتیکی انسان و خلق روش‌های دقیق برای کشف و شناخت این تنوّع، پروژه با انتشار عمومی نتایج تحقیقات، نقش بزرگی را در پیش‌برد تحقیقات زیستی ایفا می‌کند. مسئولین مرکز داده‌های پروژه ابزارهای مختلفی برای دسترسی گسترده به داده‌ها فراهم کرده‌اند.

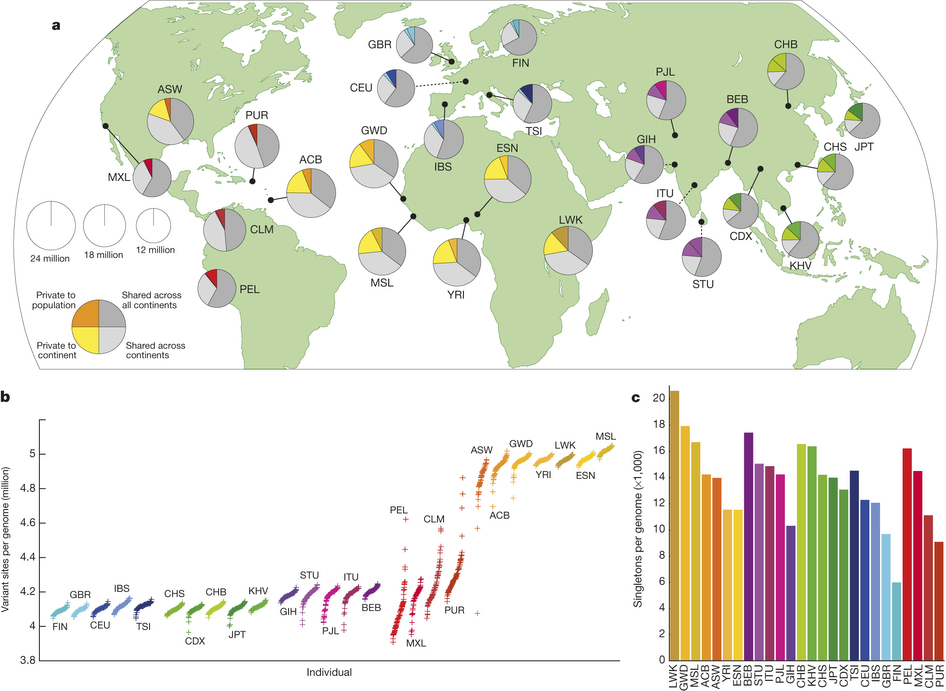
این شکل یکی از نتایج منتشرشده از فاز نهایی پروژه ۱۰۰۰ ژنوم است که بیانگر تنوع چندریختی در جوامع است.

داده‌های پروژه ۱۰۰۰ ژنوم بدون هیچ محدودیتی و مطابق با آخرین انتشارها در فاز نهایی پروژه در دسترس قرار دارد. در صورت استفاده از داده‌ها محققان باید به پروژه و مقاله مربوطه که شامل معرفی داده‌ها است ارجاع دهند.
تمامی داده‌ها روی وبگاه پروژه به تفکیک جوامع قرار دارد. این داده‌ها بدون برچسب و مربوط به افراد ناشناس است و هیچ بیماری یا فنوتیپ خاصی به آن‌ها نسبت داده نشده‌است. تمامی افرادی که در پایگاه داده‌ها حاضرند، در زمان نمونه‌گیری خود را سالم معرفی کرده‌اند.
پایگاه داده‌های مختلفی شامل داده‌های پروژه هستند که از جمله آن‌ها می‌توان به وبسایت مرکز ملی اطالاعات بیوتکنولوژی(NCBI), مرورگر پایلوت و البته مرورگر داده‌های پروژه اشاره کرد. علاوه بر این بسیاری از پایگاه داده‌ها ترکیبی از اطلاعات این پروژه و پروژه‌های دیگر را در خود شامل می‌شوند. علاوه بر این راهنماهای زیادی برای دسترسی به داده‌های پروژه نوشته‌شده‌است که به عنوان مثال می‌توان به آموزش‌های موسسه ملی تحقیقات ژنوم انسان اشاره کرد.

## چالش‌ها

### چالش‌های اخلاقی
بحث و جدال‌های زیادی در مورد اخلاقی بودن انتشار داده‌های زیستی روی پایگاه‌داده‌های قابل دسترس عموم و نوع و میزان دسترسی به داده‌ها صورت گرفته‌است. در اتخاذ این تصمیمات باید به موارد مختلفی از جمله میزان اطلاعات منتشر شده، هدف شرکت کنندگان در نمونه‌گیری و نزدیکان آن‌ها و … توجه کرد. هدف بسیاری پروژه‌های بزرگ-مقیاس مانند پروژه ژنوم انسان، پروژه هپ‌مپ، پروژه میکروبیوم انسان و پروژه ۱۰۰۰ ژنوم انتشار عمومی داده‌ها برای بررسی فرضیه‌های تحقیقاتی است، اما باید از نمونه دهنده اجازه گرفته شود تا بتوان داده‌های مربوط به او را منتشر کرد. عموماً در این نوع پروژه‌ها تنها اطلاعات ژنتیکی باید انتشار پیدا کنند زیرا اطلاعات کافی برای بررسی بیماری‌ها و توان کافی برای حفظ حریم شخصی افراد وجود ندارد.
از طرف دیگر تهیه و مصرف بودجه درگیر چالش‌های جدی است. برای مثال اگر استفاده از داده‌ها توسط یک شرکت به سود منجر شد، این سود نباید به خیّرینی که در تهیه بودجه سهیم بوده‌اند تعلق گیرد.

## گام‌های پیش رو
از زمانی که نتایج فاز نهایی پروژه منتشر شده‌است، مرکز هماهنگی داده در آزمایشگاه اروپایی زیست مولکولی همچنان بودجه دریافت می‌کند تا منبع ایجاد شده را نگه‌داری کند و آن را گسترش دهد؛ بنابراین مرجع بین‌المللی نمونه ژنوم (IGSR) راه‌اندازی شد تا اهداف زیر را دنبال کند:
- اطمینان حاصل‌کردن از امکان استفاده از داده‌های ۱۰۰۰ ژنوم در آینده
- متحدکردن نتایج حاصل از تحقیقات بر روی داده‌های پروژه
- گسترش داده‌ها به گونه‌ای که جوامع بیشتری را دربر گیرد

با پی‌گیری این سه هدف می‌توان ادعا کرد پروژه ۱۰۰۰ ژنوم هنوز هم پایان نیافته و در حال گسترش است.